# Eugenio Gómez García
Eugenio Gómez García (El Tiemblo, Ávila, 1942) is een hedendaags Spaans componist en dirigent.

## Leven
Zijn eerste muzieklessen kreeg hij in de Banda de Música de El Tiemblo, die onder leiding stond van maestro Zárate. Daar leerde hij ook het klarinet spelen van zijn cousin José Gómez. Gómez García studeerde aan het Real Conservatorio Superior de Música de Madrid bij José Tordera Puig klarinet en Francisco Florido Tenllado.
Hij speelde klarinet in verschillende banda's, zoals de Banda de Música de Ávila, de Banda de Música Magisterio Toledo, de Banda de Música Municipal de A Coruña en de Banda de Música de Valladolid, Spanje. Eveneens was hij 1e saxofonist in bekende nationale orkesten.
Tegenwoordig is hij dirigent van de Asociación Musical Iscariense (A.M.I) de Íscar, Valladolid.

## Composities

### Werken voor banda (harmonieorkest)
- 1997 – Iscar en fiestas, paso-doble torero
- 1997 – Asociación Taurina y Cultural, paso-doble
- 2000 – Recuerdos, paso-doble flamenco
- 2001 – Santos Catalán, paso-doble (Dedicado a Santos García Catalán)
- 2001 – Fernandez Alonso, paso-doble (Dedicado al Doctor Juan José Fernández Alonso)
- 2002 – Despierta Susana
- 2002 – Carlos Gallego, paso-doble torero
- 2002 – La Goya
- 2003 – Cesar Jimenez, paso-doble
- 2005 – El Tiemblo, paso-doble di concierto (Homenaje en el centenario de la fundación de la Banda de Música de El Tiemblo)
- (Asociación Musical Iscariense) A.M.I., paso-doble
- Asociación Taurina de Íscar, paso-doble
- El Gran Urbano, paso-doble
- ISCAR
- JAGG, paso-doble
- Jonás
- Jota de Íscar, Jota
- Justo Berrocal, paso-doble
- J. A. Gómez Garrosa, paso-doble
- Lorenzo Gómez, paso-doble (Dedicado a Lorenzo Gómez [*1943])
- Morante de la Puebla, paso-doble torero
- Virgen de las Angustias, Marcha de procesión

### Toneelwerken
- 1997 – Iscar en fiestas, Ópera flamenca

- Biblioteca Nacional de España: XX1420834
- Virtual International Authority File: 87178285
- WorldCat: E39PBJvtbrgWCKGxRFCxcMT8md